# Novenia tunariensis
Novenia tunariensis (Kuntze) S.E.Freire, 1986 è una specie di piante angiosperme dicotiledoni della famiglia delle Asteraceae, sottofamiglia Asteroideae, tribù Astereae (Basal grade) e sottotribù Oritrophiinae. Novenia tunariensis è anche l'unica specie del genere Novenia S.E.Freire, 1986.

## Etimologia
Il nome scientifico della specie è stato definito dai botanici Carl Ernst Otto Kuntze (1843-1907) e Susana Edith Freire nella pubblicazione "Boletin de la Sociedad Argentina de Botanica. La Plata, Argentina" (Bol. Soc. Argent. Bot. 24(3-4): 296) del 1986. Il nome scientifico del genere è stato definito nella stessa pubblicazione.

## Descrizione
Portamento. La specie di questa voce ha un habitus di tipo erbaceo perenne, acaulescente e cespitoso.
Fusto. La parte aerea in genere è eretta e normalmente ramificata.
Foglie. Le foglie, in rosette basali, sono disposte in modo alternato e sono più o meno sessili. Le nervature sono parallele e alle ascelle delle foglie sono presenti dei ciuffi di peli. Le foglie, involute, coriacee e densamente villose, hanno delle forme lineari-lanceolate.
Infiorescenza. Le sinflorescenze sono composte da 1 - 4 capolini in formazioni di glomeruli. Le infiorescenze vere e proprie sono composte da un capolino terminale sessile di tipo discoide con fiori spesso omogami. I capolini sono formati da un involucro, con forme cilindriche, composto da diverse brattee, al cui interno un ricettacolo fa da base ai fiori di due tipi: fiori del raggio e fiori del disco. Le brattee, con forme oblunghe-lanceolate, margini scariosi e a consistenza erbacea, sono disposte in modo più o meno embricato su 3 serie. Il ricettacolo è provvisto di pagliette a protezione della base dei fiori (le pagliette sono ridotte); la forma è piatta o da convessa a conica.
Fiori. I fiori sono tetra-ciclici (formati cioè da 4 verticilli: calice – corolla – androceo – gineceo) e pentameri (calice e corolla formati da 5 elementi). Si distinguono in:
- fiori del raggio (esterni): se presenti (da 3 a 9 per capolino) sono femminili con forme ligulate (struttura zigomorfa);
- fiori del disco (centrali): sono più numerosi con forme tubulose (attinomorfe); spesso hanno le ovaie sterili e funzionalmente maschili.

- Formula fiorale:

*/x K {\displaystyle \infty }, [C (5), A (5)], G 2 (infero), achenio
- Calice: i sepali del calice sono ridotti ad una coroncina di squame.

- Corolla: la forma della corolla alla base è più o meno tubulosa-imbutiforme, mentre all'apice è filiforme-ligulata (i fiori del raggio) o lobata (i fiori del disco); i lobi, eretti, hanno una forma oblunga-triangolare. I colori della corolla sono bianco e varietà.

- Androceo: l'androceo è formato da 5 stami sorretti da filamenti generalmente liberi; gli stami sono connati e formano un manicotto circondante lo stilo; le teche (produttrici del polline) alla base sono smussate; il tessuto endoteciale (rivestimento interno dell'antera) è quasi sempre polarizzato (con due superfici distinte: una verso l'esterno e una verso l'interno). Il polline è sferico con un diametro medio di circa 25 micron; è tricolporato (con tre aperture sia di tipo a fessura che tipo isodiametrica o poro) ed è echinato (con punte sporgenti).[9][11]

- Gineceo: l'ovario è infero uniloculare formato da 2 carpelli.[5] Lo stilo (il recettore del polline) è profondamente bifido (con due stigmi divergenti) e con le linee stigmatiche marginali separate.[12] I due bracci dello stilo hanno una forma lineare-lanceolata e possono essere papillosi o ricoperti da ciuffi di peli.

Frutti. I frutti sono degli acheni con pappo; in alcune specie è presente un certo dimorfismo (gli acheni dei fiori del raggio differiscono dagli acheni dei fiori del disco);
- achenio: gli acheni, con forme da obovoidi a oblunghe compresse, hanno 5 nervature laterali; la superficie è sparsamente setolosa; la parete dell'achenio è formata da celle contenenti rafidi ma prive di fitomelanina; il carpoforo normalmente è anulare; le setole con punte a forma di ancora non sono presenti;
- pappo: il pappo è formato da 2 - 3 serie di setole persistenti.

## Biologia
Impollinazione: l'impollinazione avviene tramite insetti (impollinazione entomogama tramite farfalle diurne e notturne).
Riproduzione: la fecondazione avviene fondamentalmente tramite l'impollinazione dei fiori (vedi sopra).
Dispersione: i semi (gli acheni) cadendo a terra sono successivamente dispersi soprattutto da insetti tipo formiche (disseminazione mirmecoria). In questo tipo di piante avviene anche un altro tipo di dispersione: zoocoria. Infatti gli uncini delle brattee dell'involucro (se presenti) si agganciano ai peli degli animali di passaggio disperdendo così anche su lunghe distanze i semi della pianta. Inoltre per merito del pappo il vento può trasportare i semi anche a distanza di alcuni chilometri (disseminazione anemocora).

## Distribuzione e habitat
La specie di questa voce è distribuita in Sudamerica centro-occidentale.

## Sistematica
La famiglia di appartenenza di questa voce (Asteraceae o Compositae, nomen conservandum) probabilmente originaria del Sud America, è la più numerosa del mondo vegetale, comprende oltre 23.000 specie distribuite su 1.535 generi, oppure 22.750 specie e 1.530 generi secondo altre fonti (una delle checklist più aggiornata elenca fino a 1.679 generi). La famiglia attualmente (2021) è divisa in 16 sottofamiglie; la sottofamiglia Asteroideae è una di queste e rappresenta l'evoluzione più recente di tutta la famiglia.

### Filogenesi
La tribù Astereae (una delle 21 tribù della sottofamiglia Asteroideae) comprende circa 40 sottotribù. In base alle ultime ricerche nella tribù sono stati individuati (provvisoriamente) 5 principali lignaggi:
- Basal grade: include alcuni generi isolati, il gruppo "South American-Oceania", alcune sottotribù africane e il gruppo dei generi legnosi del Madagascar.
- Bellis lineage: comprende le sottotribù eurasiatiche e una sottotribù africana.
- Aster lineage: include i generi asiatici di Asterinae e i principali gruppi dell'Australia e dell'Oceania.
- Baccharis lineage: include alcuni gruppi sudamericani.
- North American lineage: include la vasta gamma di sottotribù del Nordamerica, Messico e alcuni gruppi distribuiti nel Sudamerica.

Il genere Novenio (insieme alla sottotribù Oritrophiinae) è incluso nel lignaggio "Basal grade". In particolare fa parte del sottogruppo relativo agli areali del Sudamerica. Le specie di questo gruppo sono caratterizzate da un livello di ploidia 2x o 4x.
In precedenti trattazioni questo genere è descritto all'interno della sottotribù Hinterhuberinae (ora sinonimo della sottotribù Baccharidinae).
I caratteri distintivi della specie Novenia tunariensis sono:
- il portamento è simile a piccole "bromelie";
- le foglie sono in rosette basali e sono spesse;
- i pistilli delle corolle all'apice non sono espansi.

Il numero cromosomico delle specie di questo genere è: 2n = 18 (la base è n = 9).

### Sinonimi
Sono elencati alcuni sinonimi per questa entità:
- Gnaphalium tunariense Kuntze
- Mniodes tunariensis (Kuntze) Hieron. ex Weberb.
- Dolichogyne acaulis Wedd. ex Benth. & Hook.f.
- Lepidophyllum acaule Benth. & Hook.f.
- Lucilia tunariensis K.Schum.
- Novenia acaulis (Wedd. ex Benth. & Hook.f.) S.E.Freire & F.Hellwig